# Ágnes Mutina
Ágnes Mutina (Miskolc, 19 aprile 1988) è un'ex nuotatrice ungherese, specialista dello stile libero.

## Palmarès
- Europei

Eindhoven 2008: bronzo nei 200m sl.
Budapest 2010: oro nella 4×200m sl e bronzo nei 200m sl.
Debrecen 2012: argento nella 4x200m sl.
- Europei in vasca corta

Debrecen 2007: bronzo nei 400m sl.
Eindhoven 2010: oro nei 400m sl.